# Свіршковецька сільська рада
Свіршкове́цька сільська́ ра́да — колишня адміністративно-територіальна одиниця та орган місцевого самоврядування в Чемеровецькому районі Хмельницької області. Адміністративний центр — село Свіршківці.

## Загальні відомості
- Територія ради: 5,26 км²
- Населення ради: 2 321 особа (станом на 2001 рік)
- Територією ради протікає річка Жванчик

## Населені пункти
Сільській раді підпорядковані населені пункти:
- с. Свіршківці
- с. Демківці
- с. Залісся

## Склад ради
Рада складається з 14 депутатів та голови.
- Голова ради: Король Віталій Васильович
- Секретар ради: Свінтошко Наталія Альбінівна

### Керівний склад попередніх скликань
| Прізвище, ім'я, по батькові        | Основні відомості                                                 | Дата обрання | Дата звільнення |
| ---------------------------------- | ----------------------------------------------------------------- | ------------ | --------------- |
| Поберевський Станіслав Казимирович | Сільський голова, 1962 року народження, освіта вища, безпартійний | 31.10.2010   |                 |

Примітка: таблиця складена за даними сайту Верховної Ради України

### Депутати
За результатами місцевих виборів 2010 року депутатами ради стали:

#### За округами
| № округу               | Прізвище, ім'я, по батькові        | Дата визнання обраним | Освіта             | Партійна приналежність      | Відомості про обраного депутата                |
| ---------------------- | ---------------------------------- | --------------------- | ------------------ | --------------------------- | ---------------------------------------------- |
| самовисування'         |                                    |                       |                    |                             |                                                |
| 4                      | Бортняк Михайло Пилипович          | 04.11.2010            | вища               |                             | Медичний коледж, викладач                      |
| Партія «Народна влада» |                                    |                       |                    |                             |                                                |
| 7                      | Гук Олег Володимирович             | 04.11.2010            | вища               | член Партії «Народна влада» | ПП «АК-2004», комірник                         |
| 8                      | Мельник Валентина Михайлівна       | 04.11.2010            | вища               | член Партії «Народна влада» | загальноосвітня школа, директор                |
| 10                     | Бортняк Михайло Васильович         | 04.11.2010            | середня спеціальна | член Партії «Народна влада» | ПП «АК-2004», обліковець                       |
| 12                     | Голдис Микола Сергійович           | 04.11.2010            | середня спеціальна | член Партії «Народна влада» | ПП «АК-2004», інженер                          |
| 13                     | Бурдаківський Петро Севастьянович  | 04.11.2010            | середня спеціальна | член Партії «Народна влада» | ПП «АК-2004», ветлікар                         |
| 14                     | Пацьорко Тамара Василівна          | 04.11.2010            | середня спеціальна | член Партії «Народна влада» | Секретар                                       |
| Самовисування          |                                    |                       |                    |                             |                                                |
| 1                      | Погурало Михайло Антонович         | 04.11.2010            | середня спеціальна | позапартійний               | загальноосвітня школа, інженер по ремонту      |
| 2                      | Павліковський Валентин Миколайович | 04.11.2010            | вища               | позапартійний               | фельдшерсько-акушерський пункт, головний лікар |
| 3                      | Свінтошко Олександр Антонович      | 04.11.2010            | середня спеціальна | позапартійний               | Голова ТЧК, чК                                 |
| 5                      | Свінтошко Наталія Альбінівна       | 04.11.2010            | вища               | позапартійна                | Сільська рада, діловод-касир                   |
| 6                      | Лисак Віктор Федорович             | 04.11.2010            | вища               | позапартійний               | тимчасово не працює                            |
| 9                      | Перевознюк Петро Миколайович       | 04.11.2010            | вища               | позапартійний               | тимчасово не працює                            |
| 11                     | Панчук Іван Анатолійович           | 04.11.2010            | середня спеціальна | позапартійний               | підприємець                                    |
| 15                     | Возна Вікторія Анатоліївна         | 04.11.2010            | середня спеціальна | позапартійна                | СБК, художній керівник                         |
| 16                     | Блажко Марія Петрівна              | 04.11.2010            | вища               | позапартійна                | Сільська рада, головний бухгалтер              |